# Sabas Chahuán
Sabas Iván Chahuán Sarrás (Santiago, 31 de octubre de 1965) es un abogado chileno. Fue Fiscal Nacional del Ministerio Público de Chile entre 2007 y 2015, siendo reemplazado por Jorge Abbott.

## Estudios
Estudió en el Colegio del Verbo Divino y en la Facultad de Derecho de la Universidad de Chile, donde se tituló en 1988.
Realizó una pasantía en Alemania relativa a las audiencias de juicios y el rol de policías y fiscales, becado por la Fundación Konrad Adenauer en 1999. Cursó un postitulado en litigación oral en la McGeorge School of Law de la Universidad del Pacífico, Estados Unidos, y ostenta el diploma de postítulo "Estado de Derecho y Reformas a la Justicia" de la Universidad de Chile, la California Western School of Law y el Heidelberg Center (2004).

## Carrera profesional
Ejerció en el Consejo de Defensa del Estado como abogado penalista titular, especialista en Derecho Penal desde 1995. También fue asociado del estudio del abogado Alejandro Hales.
En 2003 fue nombrado fiscal jefe Metropolitano Occidente del Ministerio Público, cargo que ejerció desde el 16 de junio de 2005, con la vigencia de la Reforma Procesal Penal en la Región Metropolitana.

### Fiscal nacional

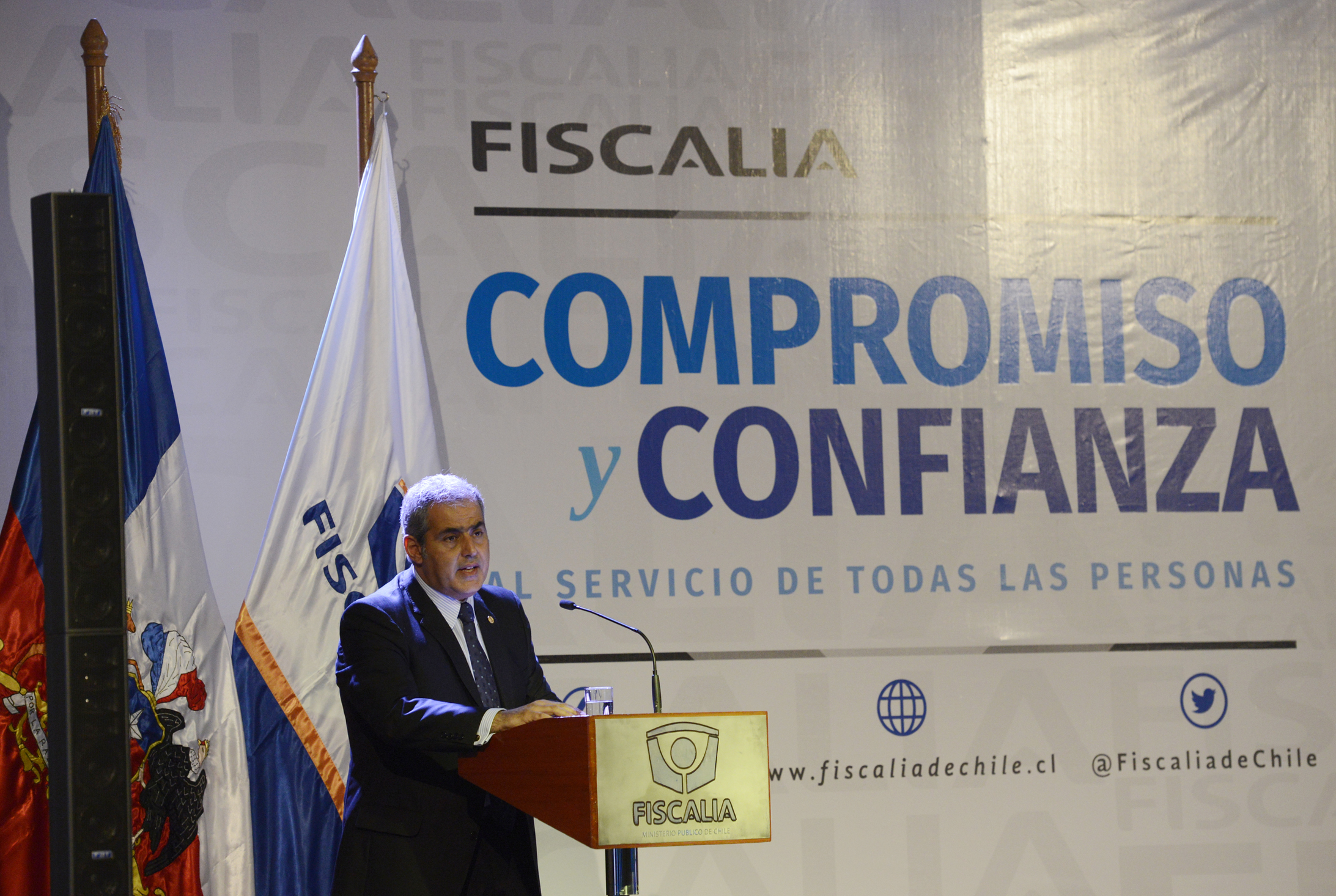
Chahuán realizando una cuenta pública de su gestión como fiscal nacional en 2015.

En octubre de 2007 fue nominado por la presidenta Michelle Bachelet para el cargo de fiscal nacional, de entre los nombres que integraban la quina entregada por la Corte Suprema. El Senado ratificó dicha nominación por 31 votos a favor, 5 en contra y una abstención.
Asumió como fiscal nacional el 30 de noviembre de 2007. Durante su gestión, asumió personalmente la investigación del Caso Penta, haciendo uso —por primera vez desde la vigencia de la reforma procesal penal— de dicha facultad entregada al fiscal nacional. Asimismo, durante su gestión se inició el Caso falsos exonerados, donde descartó designar un fiscal exclusivo para la causa, sino que reforzar la Unidad Anticorrupción de la fiscalía. También se ejerció la secretaría permanente de la Asociación Iberoamericana de Ministerios Públicos entre 2007 y 2012.
Concluyó su periodo como fiscal nacional el 30 de noviembre de 2015, siendo reemplazado por Jorge Abbott.

## Carrera académica
Fue docente de Derecho Procesal Penal en la Universidad de Chile (2009-2015), de Derecho Procesal de la Universidad Andrés Bello (2000-2012) y de la Universidad Central y del Centro de Estudios de la Justicia de la Escuela de Derecho de la Universidad de Chile. Ejerció docencia también en la Defensoría Penal Pública, el Colegio de Abogados, en el Ministerio Público, en la Academia Judicial, y en la Escuela de Investigaciones Policiales.
Sobre sus publicaciones, Chahuán es autor del Manual del Nuevo Procedimiento Penal, escrito sobre el nuevo proceso penal chileno. También ha escrito artículos en distintas publicaciones como «Notas sobre la declaración de imputados y víctimas en el nuevo proceso penal», «Reflexiones sobre la Prueba Pericial en el Nuevo Proceso Penal», «Comentario a sentencia Corte Suprema: Apelación de Acuerdo Reparatorio en Abreviado (Fallo Recurso de Queja)», «Breve Comentario a Sentencia de la Corte Suprema», entre otros.